# 索菲亞 (新墨西哥州)
索菲亞（英語：Sofia）是位於美國新墨西哥州尤寧縣的非建制地區。

## 歷史
索菲亞的郵局於1914年設立，其後於1926年停運。

## 地理
索菲亞所處的海拔為高於海平面1896米（即6221英呎），而該地所採用的時區為UTC-7，即北美山地时区（MST）。同時該地設有夏令時間，為UTC-7調快一小時，即UTC-6（MDT）。